# السريرة
السريرة أو السريري هي إحدى القرى اللبنانية من قرى قضاء جزين في محافظة الجنوب.

## الموقع
- بلدة السريرة في قضاء جزين، ارتفاعها عن سطح البحر 950 متر. تحتوي على نحو 50 منزل.
- هي بلدة محافظة على العادات والتقاليد اهلها جميعا من الطائفة الدرزية.
- هي همزة وصل بين اقضية جزين والبقاع الغربي وحاصبيا.
- تبعد عن جزين : 18 كلم

## الزراعة
تشتهر بزراعة الزيتون والجوز

## الخدمات المدنية والمرافق العامة
ويوجد فيها مستوصف ويقوم الصليب الأحمر فرع جزين شاكرا بإرسال طبيب صحة عام اسبوعيا لمعاينة المرضى من القرية والقرى المجاورة.

## السكان
- عدد سكانها : 600